# Insentiraja
Insentiraja es un género de peces de la familia de los Rajidae en el orden de los Rajiformes.

## Especies
- Insentiraja laxipella (Yearsley & Last 1992)
- Insentiraja subtilispinosa (Stehmann 1989)